# Gé-Karel van der Sterren
Gé-Karel van der Sterren (Stadskanaal, 29 juli 1969) is een Nederlandse schilder.
De in Stadskanaal geboren beeldend kunstenaar Van der Sterren werd van 1990 tot 1996 opgeleid aan de kunstacademie van Enschede. Al spoedig na zijn opleiding exposeerde hij in binnen- en buitenland. Zijn werk was onder meer te zien in Amsterdam, Den Haag, Reykjavik, Dijon en New York.
In 2009 maakte Van der Sterren voor het Gemeentemuseum Den Haag het monumentale doek Oopsie Daisy van 14 meter lang en drie meter hoog, waarin hij zijn kijk op de hedendaagse consumptiemaatschappij verbeeldde.
Het werk van Van der Sterren werd bekroond met de volgende prijzen:
- 1999 Koninklijke Prijs voor de Vrije Schilderkunst
- 1999 Prix de Rome
- 2007 Jeanne Oosting Prijs

### Artikelen
onder meer
- Jongh, Xandra de Figuratieve suspense en frivool maniërisme in: De Volkskrant, 6 december 2006
- De boekenkast van Gé-Karel van der Sterren in: Kunstbeeld, december 2006
- Jongh, Xandra de  Ge-Karel van der Sterren: De schilderkunst leeft! in: Kunstbeeld 04, 2004
- Spijkerman, Sandra De onderhuidse spanning in een curieuze wereld in: Trouw, 26 maart 2004
- Smallenburg, Sandra Gesprek met schilder Ge-Karel van der Sterren in: De Volkskrant 28 december 2001[3]
- Iles, Vera Genot keert zich altijd tegen ons, in: de Volkskrant, 23 mei 2001